# Новомосковский историко-художественный музей
Новомоско́вский исто́рико-худо́жественный музе́й — музей истории города Новомосковска. Музей располагает двумя обособленными подразделениями: археологический музей (ул. Комсомольская, дом 16)и музей истории села Спасское (Новомосковский район,  село Спасское, улица Центральная, дом 5в).
Экспозиционно-выставочная площадь — 701 м². Более 7000 единиц хранения.
Директор музея — Юлия Николаевна Алексеева.

## История
Музей открыт 8 мая 1966 года, первая экспозиция — «Живым и павшим в боях с фашизмом посвящается…». Первым директором был художник Василий Максимович Астахов. В 1999 году открыт археологический музей — филиал городского музея.
В дальнейшем были открыты новые залы, экспозиции и выставки, посвящённые строительству Сталиногорского химического комбината и города, восстановлению промышленности в послевоенные годы. Фонды музея пополнялись материалами, документами и предметами быта.
В 1981 году в музее открыта экспозиция, посвящённая поэту Я. В. Смелякову, который в качестве заключённого жил в Сталиногорске в 1945—1947 годах. В конце 1980-х годов перед музеем была установлена боевая машина БМ-13-16 «Катюша», принимавшая участие в боях за город.
В 2001 году музей получил статус историко-художественного. Ежегодно музей организует более 20 временных выставок, а также показывает большую коллекцию художественных произведений: картины местных художников, прикладное искусство, предметы старины, нумизматика и многое другое.

## Экспозиция

Мемориальная доска первому директору химкобината П. Г. Арутюнянцу на здании музея.

В музее хранятся исторические материалы о строительстве «Новой Москвы» — города Новомосковска, о военных годах, трудностях послевоенного восстановления и дальнейшего развития города. В музее можно найти информацию о предприятиях, научных и образовательных учреждениях города, а также о людях, чьи имена вписаны в историю города: шахтёры, химики, строители, труженики села.
Отдельная экспозиция посвящена поэту Я. В. Смелякову, который работал в Сталиногорске в 1945—1946 годах. Представлен большой фотографический и документальный материал, в том числе черновики стихов, из сталиногорского периода жизни Смелякова, личные вещи (переданные вдовой поэта), а также книги учеников и друзей поэта с дарственными надписями.
Музей — не только хранитель истории, но и культурный центр. В музее регулярно проводятся художественные выставки, в нём располагаются экспозиции самого разного характера, начиная от детского рискунка и заканчивая тульскими самоварами, показом гербариев или уникальных коллекций морских раковин.
С 1980-х годов на территории Новомосковского и соседних районов ведутся археологические раскопки. Большую часть экспонатов в археологический музей предоставили новомосковские археологи во главе с Олегом Заидовым (1962—2014).

## Катюша-памятник у входа в музей
12 декабря 1941 года во время освобождения Сталиногорска с огневой позиции близ деревни Урусово 12-й отдельный гвардейский миномётный дивизион реактивной артиллерии двумя залпами накрыл скопление немецких войск на станции Маклец. Выполнив боевую задачу, дивизион начал передислокацию на южный берег Шата. Однако попав под интенсивный обстрел, колонна развернулась и форсировала Шат по льду. Автомашина, тягач и несколько «катюш» прошли, но одна установка БМ-13-16 затонула.
25 ноября 1988 года группа энтузиастов подняла затонувшую машину со дна Шатского водохранилища. После восстановления на заводе по ремонту дорожных машин, «катюша» была установлена на постамент у краеведческого музея. Горожане ассоциируют музей именно с этой боевой машиной, принимавшей участие в боях за город, и называют музей «У Катюши».
21 февраля 2013 года на «Катюше» была установлена мемориальная доска о её боевом пути и экспедиции газеты «Комсомольская правда», которая по инициативе фронтовика-ракетчика Юрия Андреевича Никишина подняла её в 1988 году. На открытии мемориальной доски было показано видеообращение к новомосковцам Народного артиста СССР В. С. Ланового, Народного артиста СССР И. Д. Кобзона, Народного артиста России А. Я. Михайлова, Народного артиста России Ю. В. Назарова, Заслуженного артиста РСФСР Б. С. Галкина, адмирала В. П. Комоедова, военного обозревателя «Комсомольской правды» полковника В. Н. Баранец.
9 мая 2015 года в городе Новомосковск Тульской области «Катюша» прошла своим ходом на параде, посвящённом 70-летию Победы в Великой Отечественной войне.